# Johann Jakob Tobler

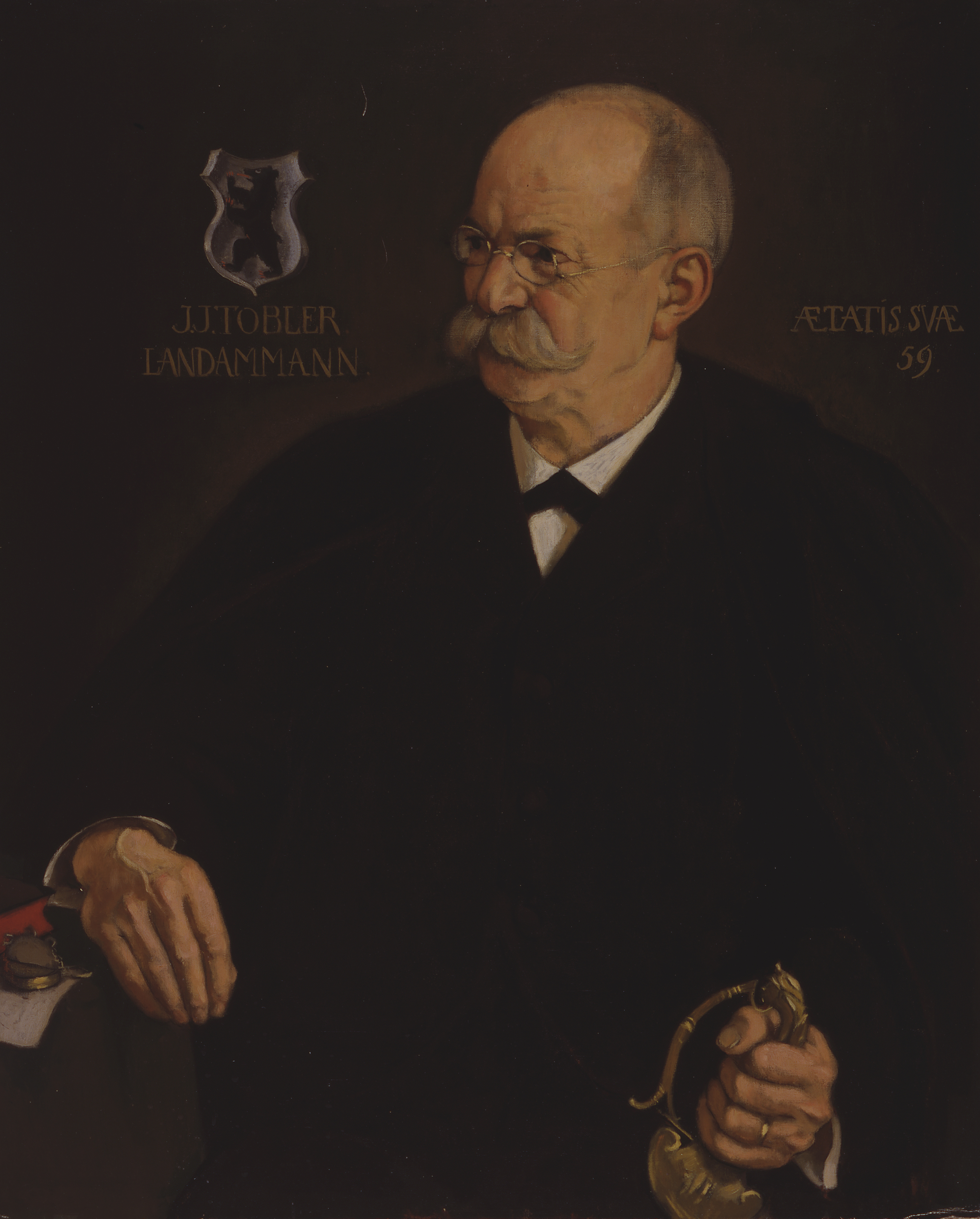
Johann Jakob Tobler (1913)

Johann Jakob Tobler (* 31. Dezember 1854 in Lutzenberg; † 24. Oktober 1936 in Herisau; heimatberechtigt in Lutzenberg AR, ab 1910 in Herisau) war ein Schweizer Lehrer und Regierungsrat aus dem Kanton Appenzell Ausserrhoden.

## Leben
Johann Jakob Tobler war ein Sohn von Bartholome Tobler, Weber und Wirt, und Anna Magdalena Tobler, ab 1863 Ferggerin für Stickereien. Im Jahr 1878 heiratete er Selina Rohner, Tochter von Gottlieb Rohner. Eine zweite Ehe ging er im Jahr 1921 Marie Berard, Wirtin, Witwe des Jakob Johann Berard, Tochter von Johannes Günthardt, ein. 
Nach dem Tod des Vaters im Jahr 1862 musste Tobler seinen Lebensunterhalt in Textilfabriken selbst verdienen. Von 1868 bis 1871 besuchte er die Zellweger'sche Weblehranstalt in Trogen. Ab 1871 bis 1874 absolvierte er das Lehrerseminar Muristalden in Bern. Nach Lehrerstellen in Konstanz und Wald war Tobler von 1876 bis 1883 in Appenzell Ausserrhoden als Aktuar des Verhöramts tätig. Von 1883 bis 1893 versah er das Amt des Bezirks- und Kriminalgerichtsschreibers. Er arbeitete ab 1893 bis 1910 als Ratsschreiber. 
Von 1910 bis 1918 amtierte er als Ausserrhoder Regierungsrat. Er stand diesem ab 1913 bis 1918 als Landammann vor. Daneben arbeitete Tobler von 1910 bis 1933 als kantonaler Generalagent der Schweizerischen Lebensversicherungs- und Rentenanstalt. Er sass im Vorstand der kantonalen Freisinnigen-Demokratischen Partei der Schweiz (FDP). Von 1900 bis 1927 gehörte er der evangelischen Synode an. Er präsidierte ab 1916 bis 1928 die Appenzellische Gemeinnützige Gesellschaft. Von 1919 bis 1930 war Tobler der erste Präsident der kantonalen Stiftung Für das Alter.